# Ocana
Ocana (en cors Ocana) és un municipi francès, situat a la regió de Còrsega, al departament de Còrsega del Sud. L'any 1999 tenia 394 habitants.

## Demografia
| 1962 | 1968 | 1975 | 1982 | 1990 | 1999 |
| ---- | ---- | ---- | ---- | ---- | ---- |
| 341  | 350  | 308  | 282  | 296  | 394  |

## Administració
| Període | Identitat           | Partit | Qualitat |
| ------- | ------------------- | ------ | -------- |
| 2001-   | Philippe Muraccioli | PCF    |          |